# Mike Woodson

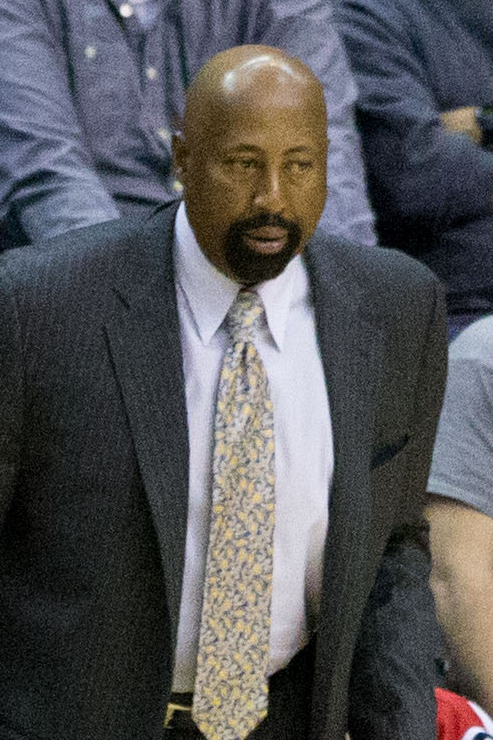
Mike Woodson 2013.

Michael Dean "Mike" Woodson, född 24 mars 1958 i Indianapolis i Indiana, är en amerikansk baskettränare och före detta basketspelare. Senaste NBA-laget han var huvudtränade för var New York Knicks (2012–2014).